# Oberea angolensis
Oberea angolensis är en skalbaggsart som beskrevs av Stefan von Breuning 1950. Oberea angolensis ingår i släktet Oberea och familjen långhorningar.
Artens utbredningsområde är Angola. Inga underarter finns listade i Catalogue of Life.